# Hacker-Pschorr
Hacker-Pschorr je pivovar v bavorském Mnichově, který vznikl v roce 1972 sloučením pivovarů Hacker a Pschorr. Hacker byl založen roku 1417 na křížení ulic Sendlinger a Hackstraße, téměř sto let před přijetím zákona o čistotě piva Reinheitsgebot z roku 1516. Pivovar Hacker-Pschorr se od roku 1979 řadí do skupiny Paulaner.
Protože se jedná o jeden z šesti velkých mnichovských pivovarů, mohou být jeho piva čepována na každoroční podzimní slavnosti Oktoberfest.

## Historie
Na konci 18. století koupil Joseph Pschorr (1770–1841) pivovar Hacker od svého tchána Petera-Paula Hackera. Následně založil další podnik na výrobu piva pod vlastním příjmením.
Zřízeny byly také rozlehlé sklepy na Landsberger Strasse. Každý z jeho synů, Georg Pschorr (1798–1867) a Matthias Pschorr, získal do vlastnictví jeden ze dvou pivovarů. V roce 1972 došlo ke sloučení obou nezávislých podniků za vzniku značky Hacker-Pschorr a první výrobky s novým názvem se na trhu objevily o tři roky později. Roku 1979 pivovar získal nového vlastníka Josefa Schorghubera, který jej koupil za 80 milionů marek a daný rok získal za sto milionů marek i pivovar Paulaner. V roce 1994 došlo k reorganizace společnosti za vzniku Paulaner Brauerei AG a Paulaner-Salvator Beteiligungs. Vlastní produkce Hacker-Pschorr byla roku 1998 ukončena a následně ji převzaly pivovary Paulaner. Nadále tak zůstala obchodní značka. Paulaner se řadí do skupiny Brau Holding International, představující společný podnik Schörghuber Unternehmensgruppe a Heinekenu.
Korunní princ Ludvík Bavorský při příležitosti svého mnichovského sňatku v roce 1810 pověřil vedoucího pivovaru Josefa Pschorra, aby v rámci oslav uvařil speciální pivo. Jednalo se o začátek pivních slavností Oktoberfest, které probíhají na pozemku darovaném Josefem Pschorrem.

## Produkty

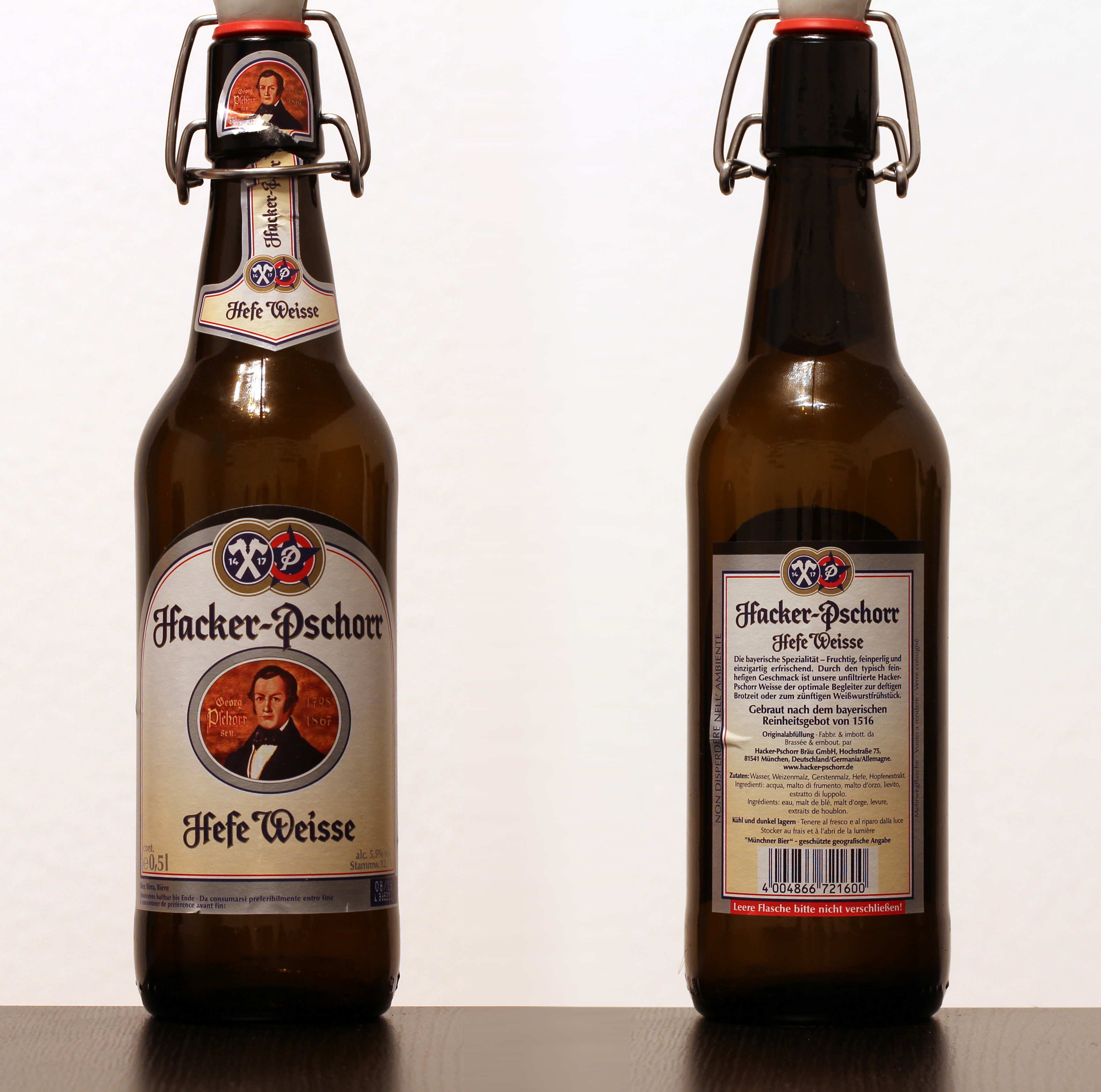
Pivo Hacker-Pschorr Hefe Weisse

Piva vyráběná pod značkou Hacker-Pschorr:
- Münchner Hell
- Münchener Gold
- Münchner Alkoholfrei – Naturtrübes Helles
- Braumeister Pils
- Münchner Dunkel
- Münchner Alt
- Münchner Radler
- Oktoberfest Märzen
- Oktoberfestbier
- Anno 1417 Naturtrübes Kellerbier
- Animator
- Surosduior
- Hefe Weisse
- Dunkle Weisse
- Leichte Weisse
- Sternweisse